# Hans Joachim Kreutzer
Hans Joachim Kreutzer (* 21. Februar 1935 in Essen; † 19. Juli 2018 in München) war ein deutscher Literaturwissenschaftler, Musikwissenschaftler und Herausgeber.

## Laufbahn
Kreutzer studierte Deutsche und Lateinische Philologie sowie Musikwissenschaft an den Universitäten Hamburg, München und Zürich. 1964 wurde er promoviert, 1975 habilitiert. Anschließend lehrte er in Hamburg, Münster, Göttingen und von 1977 bis 2001 in Regensburg. Er galt als bedeutender Heinrich-von-Kleist-Forscher, zu dem er eine Biografie und weitere Untersuchungen zu seinem Werk veröffentlichte und gemeinsam mit Klaus Kanzog eine Historisch-kritische Gesamtausgabe plante.